# Іван Денікін
Професор Іван Генріхович Денікін (рос. Иван Генрихович Деникин) — віртуальний персонаж українського та російськомовного інтернету. Невідомий автор, який пише під цим псевдонімом, вважає себе доктором історичних наук, видатним вченим та письменником, професором та троюрідним племінником російського генерала Денікіна, а також — великим патріотом Росії.

## Історія Івана Денікіна
Денікін вперше з'явився у 2002 році на кількох російськомовних форумах під псевдонімом Птоломей, розважаючи публіку параноїдальними дописами щодо «конфлікту між гуманітаріями та технарями».
У 2006 році Денікін з'являється у Живому Журналі під псевдонімом za_nashe_delo («За нашу справу!») Журнал Денікіна фактично є пародією на творчість російських імперіалістів, шовіністів, расистів, антисемітів, комуністів але головним чином — українофобів. Головна ідея Денікіна — як і ідея спільноти «Фофуддя» — «квасний» патріотизм на зразок російських чорносотенців.
Восени 2006 року Іван Денікін розпочав співпрацю з білоруським Інтернет-проектом «Третій Шлях» (Трэці Шлях [Архівовано 11 серпня 2009 у Wayback Machine.])